# Félix Savón
Félix Savón Fabre (San Vicente, 22 de setembro de 1967) é um ex-pugilista cubano. Mesmo tendo permanecido como amador durante toda sua carreira, é considerado um dos maiores pugilistas da história.

## Carreira
Nascido numa pequena cidade da província de Guantánamo, Savón iniciou sua vida no boxe muito cedo, quando tinha apenas treze anos e, permaneceria ativo até os 33, quando acabou sendo forçado a se aposentar devído ao limite de 34 anos no boxe amador, tendo recorde de 362-21. Dentre suas várias conquistas no esporte, destaca-se as medalhas de ouro nas edições dos Jogos Olímpicos de 1992, 1996 e 2000, façanha só igualada na história das Olimpíadas pelo seu conterrâneo Teófilo Stevenson e pelo húngaro László Papp, também conquistadas nos Jogos Pan-Americanos de 1987, 1991 e 1995 e, o hexacampeonato mundial amador.
Sua última conquista no mundial amador, que aconteceu em 1997, foi muito controvérsia: nas finais, perderia para o uzbeque Ruslan Chagayev (o qual fora o único a derrotá-lo duas vezes), mas o título seria retirado do mesmo, pois Chagayev havia disputado duas lutas como profissional. As lutas disputadas por Chagayev acabariam sendo consideradas apenas como exibições, mas não consegueria retirar o título de Savón. Na edição seguinte, novamente uma controvérsia em sua participação, quando foi impedido de participar da final pela sua equipe, que protestava contra a arbitragem em luta envolvendo seu compatriota Juán Hernández.
Savón, que utilizava o ônibus para ir treinar todos os dias, fora convidado diversas vezes para se profissionalizar nos Estados Unidos, mas sempre recusando, declarando que lutava pelo amor ao esporte (dedicando suas vitórias ao ex-presidente Fidel Castro), ao contrário dos profissionais, que lutam apenas por dinheiro.
Seu primo, Erislandy Savón, é considerado uma das grandes esperanças do boxe cubano atualmente.